# Anselmo José Braamcamp
Anselmo José Braamcamp de Almeida Castelo Branco (23 octobre 1817 - 13 novembre 1885) est un homme d'État portugais de l'époque de la monarchie constitutionnelle. Leader du Parti Historique, renommé plus tard Parti progressiste, il est ministre de l'Intérieur et des Finances, puis, entre 1879 et 1880, il devient Chef du gouvernement.